# 西村公佑
西村 公佑（にしむら こうすけ、1934年7月30日- ）は、日本競輪選手会・大阪支部に所属していた元競輪選手。日本競輪学校第6期生。師匠は畑中友蔵。

## 経歴
1953年4月5日、向日町競輪場でデビューし1着。
1956年に川崎競輪場で開催された第1回オールスター争覇競輪決勝で、石田雄彦に次いで2位。
翌1957年、大阪中央競輪場で開催された第2回のオールスター競輪決勝では、奈良の大井清（大井啓世・58期の父）、滋賀の中井光雄らを退けて優勝を果たした。また、同年の賞金王（4,338,200円）にも輝いた。
1961年、岸和田競輪場で開催された第18回全国都道府県選抜競輪の2000メートル競走を制覇した。
優勝経験こそないが、高松宮杯競輪では、1957年から1981年まで25年連続出場を果たした。
1993年5月13日選手登録削除。通算勝利数792。